# Agenția secretă (film)
Agenția secretă (în engleză The Good Shepherd) este un film american de crimă cu spioni regizat de Robert De Niro după un scenariu de Eric Roth. Cu toate că este un film fictiv vag bazat pe evenimente reale din viața spionului James Jesus Angleton, este promovat ca filmul care a spus povestea nespusă a nașterii contraspionajului la Central Intelligence Agency (CIA). Acțiunea are loc în timpul Războiului Rece dintre Uniunea Sovietică și Statele Unite. (În 2021), este a doua și ultima lucrare regizorală a lui De Niro după Poveste din Bronx din 1993. 
În rolurile principale au interpretat actorii Matt Damon ca agentul Edward Wilson Sr., Angelina Jolie ca soția sa Margaret 'Clover' Russell Wilson și De Niro ca generalul Bill Sullivan, bazat pe William J. Donovan.
A fost produs de studiourile Morgan Creek Productions, TriBeCa Productions și American Zoetrope și a avut premiera la 22 decembrie 2006, fiind distribuit de Universal Pictures. Coloana sonoră a fost compusă de Bruce Fowler. 
Cheltuielile de producție s-au ridicat la 80 de milioane de dolari americani și a avut încasări de 100,3 milioane de dolari americani.

## Rezumat
Acțiunea are loc în mai multe perioade de timp, împletindu-se în povestea vieții lui Edward Wilson.
În 1961, agențiile americane de informații plănuiesc Invazia din Golful Porcilor în Cuba cu scopul de a răsturna regimul lui Fidel Castro.
Un ofițer CIA de rang înalt, Edward Wilson (Damon), în drum spre lucru, sub masca schimbului de bani primește o bancnotă de 1 dolar, seria bancnotei reprezentând un cod secret. 
Invazia din Golful Porcilor eșuează din cauza scurgerilor de informații. Președintele Kennedy cere ca cei responsabili să fie anchetați și pedepsiți. Wilson este suspectat - află despre acest lucru de la vechiul său prieten, un agent FBI de rang înalt Sam Murach (Baldwin). De asemenea, de la Murach, Wilson află că șeful CIA Philip Allen (bazat pe Allen Dulles) are câteva milioane de dolari americani în conturi în Elveția.
În 1939, studentul la Yale Edward Wilson se alătură societății secrete Skull and Bones, ai cărei membri sunt incluși în mod tradițional în elita politică americană. După ce depune jurământul de credință, el, conform obiceiul, le spune noilor săi frați un secret că nu a avut încredere în nimeni până în acel moment: pentru Eduard, acesta este adevărul despre moartea tatălui său, un amiral, care de fapt nu a murit dintr-un accident în timp ce curăța o armă, ci ca urmare a sinuciderii. Edward, la 6 ani, primul care și-a găsit tatăl, i-a luat din mână biletul de adio, singura dovadă că împușcarea nu a fost o întâmplare... După ceremonia de inițiere, unul dintre membrii seniori ai fraternității, Richard Hayes (Pace), de asemenea reprezentant al unei familii bogate și influente, îl informează pe Wilson că știe de la tatăl său despre cazul amiralului: a existat o propunere de numire a acestuia în funcția de secretar al Marinei, dar au existat îndoieli cu privire la loialitatea sa față de actualul guvern. Hayes îl întreabă pe Wilson ce a scris tatăl său sinucigaș în scrisoarea de adio. Wilson îi spune că nu a citit-o.
Punctual și pedant, laconic, dar totuși pasionat de muzică și literatură, modelare de vapoare și sport, Edward este unul dintre cei mai buni reprezentanți ai clasei sale de protestanți albi anglo-saxoni bogați. Conflictul general apare din dorința lui Eduard de a-și dovedi loialitatea față de principiile și idealurile țării și ale cercului său de cunoștințe.
În 1961, Richard Hayes, fost coleg de clasă la Yale și acum coleg senior la CIA, vine la Edward Wilson și îi spune că amândoi sunt suspectați ca vinovați pentru eșecul operațiunii din Cuba. Edward refuză să vorbească cu Hayes despre asta.
În 1939, la Yale, Wilson participă la cercul literar al profesorului Fredericks (Michael Gambon). Profesorul îi acordă atenție lui Edward, un fel de curtarea homosexuală. De asemenea, se arată că profesorul este clar un agent de influență al Germaniei naziste la Yale. Pentru a-l impresiona pe Edward, Fredericks citește poezia altcuiva ca fiind a sa, dar Edward află despre plagiat. Agentul FBI Sam Murach vine pentru prima dată la Wilson, la recomandările membrilor frăției Skull and Bones și, făcând apel la datoria lui Wilson față de țara sa, îi cere lui Edward să ajute la obținerea de informații incriminatoare de la profesorul Fredericks. Edward obține dovezile necesare, iar profesorul, pentru a evita un scandal, este forțat să demisioneze și să plece nu numai de la Yale, ci și din Statele Unite. Când Fredericks îi reproșează lui Edward trădarea la despărțire, el îi răspunde că Fredericks însuși, după ce și-a însușit poezia altcuiva, l-a trădat ca profesor al unui student.
Tot la Yale, Edward o întâlnește pe Laura, surdă, studentă la fete, și are sentimente serioase față de ea.
În 1940, colegul de clasă al lui Wilson, John Russell, îl invită pe Edward la reuniunea anuală Skull and Bones, care de mai multe generații are loc pe moșia familiei sale. Edward  face cunoștință cu tatălui său, senator, precum și cu generalului Bill Sullivan (De Niro), ultimul îi face lui Wilson o ofertă de a lucra pentru serviciile speciale americane. Edward este flatat de încrederea care i se acordă. O altă nouă cunoștință pentru Edward este sora lui John, frumoasa Margaret Russell, care îl seduce decisiv pe Edward.
Curând, John Russell îi spune că Margaret este gravidă cu el și că toată lumea așteaptă ca Edward să facă "ceea ce trebuie." Eduard este forțat s-o părăsească Laura și să se căsătorească cu Margareta pentru a preveni un scandal în "cercul său".
Chiar în timpul celebrării nunții, Edward primește o invitație din partea generalului Sullivan de a lucra în divizia din Londra a Biroului de Servicii Strategice al SUA. La o săptămână după nuntă, lăsându-și tânăra soție, Edward merge la Londra. Acolo se întâlnește cu Fredericks și află că acesta nu era german, ci ofițer american de informații și a lucrat cu generalul Sullivan, la instrucțiunile căruia Fredericks a efectuat o operațiune de identificare la Yale a celor "nesiguri" în rândul profesorilor și studenților. Expulzarea lui Fredericks a fost rezultatul unei activități necoordonate între două servicii rivale, FBI și serviciile de informații. Profesorul și Edward lucrează împreună. Tot la Londra, Edward începe să coopereze cu Ray Brocco, care, în ciuda începutului dificil al relației lor, devine asistentul său credincios timp de mulți ani. Fredericks îl învață pe Wilson abilitățile unui cercetaș. Tot la Londra, Wilson îl întâlnește pentru prima dată pe Arch Cummings (Crudup) și pe un vechi prieten de la Yale și "Skulls", Richard Hayes. Ei îi spun lui Wilson că Fredericks, care este într-adevăr homosexual, este vulnerabil prin această slăbiciune, astfel întreaga organizație ar fi vulnerabilă. Hayes și Cummings îl instruiesc pe Wilson să se ocupe de Fredericks. Profesorul înțelege că Edward este cel care trebuie să-l ucidă, dar acesta nu poate, Fredericks îi împărtășește doar gânduri triste despre esența profesiei de spion. Apoi Fredericks este ucis în fața lui Eduard.
În 1945, Wilson, care nu a fost niciodată acasă în perioada războiului, se află în Berlinul postbelic. El și Ray Brocco lucrează cu Filip Alenov, participând la confruntarea dintre serviciile speciale ale Uniunii Sovietice și foștii săi aliați ai coaliției. În lupta pentru supremația tehnologică, ambele servicii vânează oameni de știință de diferite naționalități folosiți anterior de naziști. În această perioadă, Eduard a întâlnit pentru prima dată un agent sovietic care lucra sub pseudonimul "Ulise", Stas Siyanko. Cei doi agenți se întâlnesc și ajung la un acord: sovieticii primesc oameni de știință naziști și oameni de știință de origine slavă, iar Statele Unite primesc oameni de știință evrei.
Între "Ulise" și Eduard (care în zona sovieticilor a primit porecla "Mama") apare o conexiune profesională bazată pe respectul dintre doi dușmani ireconciliabili.
Noul colaborator al lui Edward este traducătoarea germană Hanna Schiller. Hanna îi spune că este surdă și poartă un aparat auditiv la ureche la fel ca cel pe care l-a purtat Laura cândva. Într-o zi, vorbind la telefon cu fiul său, Edward află că mama acestuia, Margaret, se întâlnește cu un alt bărbat. După acest incident, Edward acceptă invitația Hannei de a lua cina cu ea, iar apoi fac dragoste. Cu toate acestea, el descoperă că Hanna se preface că este surdă și poate auzi foarte bine fără vreun aparat auditiv... El își dă seama că este spioană, iar cei care au organizat operațiunea știu despre relația sa romantică ca student cu o femeie care poartă un aparat auditiv, Wilson dă ordinul de eliminare a Hannei, în ciuda legăturii dintre ei. Falsul aparat auditiv este distrus de oamenii lui într-un ceainic de ceai - se pare că Hanna  a fost recrutată de "Ulise".
În 1946, Wilson se întoarce acasă, unde îl vede pentru prima dată pe fiul său Edward Jr.. Margaret îi mărturisește infidelitățile sale lui Edward. De asemenea, el recunoaște că a făcut "o greșeală". Soții încearcă să-și salveze căsătoria, rămânând în același timp străini.
Generalul Sullivan sosește în casa acestora, iar Edward primește o nouă ofertă - de a lua parte la crearea serviciului de informații externe (mai târziu CIA).
În 1947, Wilson lucrează pentru CIA sub conducerea lui Allen. Edward își începe noua carieră cu o operație într-una dintre țările Americii Centrale, unde rușii își întăresc și prezența. Opoziția față de americani este exercitată în mod constant de o anumită forță, în spatele căreia Wilson ghicește opera lui "Ulise". Edward organizează perturbarea planurilor rușilor, provocând distrugerea plantațiilor de cafea din cauza hoardelor de lăcuste lansate din aeronave sub conducerea agenților americani. Ca răspuns, Ulise îi trimite o cutie de cafea, în care descoperă degetul agentului care a efectuat operațiunea cu inelul de absolvent la Yale. Edward îl contactează pe "Ulise" și este de acord să pună capăt confruntării. Edward Jr. aude accidental conversația tatălui său.
Viața de familie a cuplului Wilson este inexistentă. De fapt, Edward locuiește cu Margaret doar de dragul fiului său. Soția începe să bea, ideile ei despre căsătoria cu Edward nu coincid cu realitatea. Fiul este martorul unor scandaluri între părinții săi.
Edward continuă să țină legătura cu agentul FBI Sam Murach. El bănuiește că degetul agentului trimis într-o o cutie de cafea după o operațiune de succes nu este ca urmare a unei coincidențe, ci rezultatul trădării. Wilson îi cere lui Murach să obțină dosarul FBI despre Philip Allen. Cu mult înainte de eșecul operațiunii din Golful Porcilor, Edward începe să-l suspecteze de trădare pe șeful său, șeful CIA.
În 1961, Edward examinează informațiile lui Murach despre conturile elvețiene ale lui Allen. Apoi, Allen apare pentru prima dată în biroul lui Wilson și începe o conversație despre eșecul operațiunii din Golful Porcilor. Edward refuză să discute cu șeful său suspiciunile sale cu privire la vinovatul care a dus la scurgerea de informații.
În 1953, un ofițer KGB raportează printr-un canal secret de comunicare cu CIA că vrea să obțină azil în Statele Unite, este gata să raporteze informații despre ultimele eșecuri și despre "Ulise", dar vrea să lucreze numai cu Edward Wilson. Edward verifică informațiile preliminare ale agentului, se asigură că are într-adevăr informații despre "Ulise" și îi oferă garanții. Agentul este un anume Valentin Mironov. În ciuda faptului că Wilson are suspiciuni că acesta nu este un adevărat ofițer KGB Mironov, ci un agent dublu trimis chiar de Ulise, el decide să folosească informații de la un dezertor, în special despre sponsorizarea de către sovietici a rebelilor cubanezi conduși de Fidel Castro. Wilson este abordat de Arch Cummings, care a primit permisiunea de la Philip Allen să lucreze și cu Mironov. Arch îi oferă lui Edward o ediție a cărții Ulise de James Joyce ca un indiciu al "colegului" său de pe cealaltă parte a Cortinei de Fier. Eduard este încântat să-și întâlnească din nou colegul de muncă din timpul Bătăliei Angliei.
În 1958, Edward și Cummings continuă să lucreze cu Mironov. Într-o zi se află la teatru pe Broadway într-o producție a piesei Livada de vișini. La teatru, Edward o întâlnește pe Laura și își dă seama că sentimentele pentru ea nu au dispărut. Încep să se întâlnească din nou.
Allen îl întreabă pe Edward dacă fiul său, Edward Jr., va alege CIA ca loc de muncă în viitor.
Margaret Wilson primește un plic cu poze făcute în secret cu soțul ei și cu Laura. Margaret începe un scandal public, Edward își dă seama că oamenii lui "Ulise" continuă să-l urmărească și decide să nu se mai întâlnească cu Laura, pentru că îl face vulnerabil. El nu divorțează de Margaret. Edward Jr. crede că responsabilitatea pentru nenorocirile mamei îi revine tatălui.
În 1960, senatorul Kennedy conduce campania prezidențială, Wilson continuă să lucreze cu dezertorul Mironov. Dintr-o dată, în Europa de Est, este anunțat un bărbat, agentul KGB Valentin Mironov. El susține că dezertorul anterior este un agent dublu al lui "Ulise" pe nume Yuri Modin. Noul dezertor este torturat, suspectat ca o provocare a lui "Ulise", care ar trebui să submineze credibilitatea informațiilor primite de la Mironov. După bătăi și umilințe, dezertorul se sinucide aruncându-se pe fereastră, afirmând că el este adevăratul Mironov. Wilson continuă să lucreze cu primul Mironov.
Edward este în vizită la fiul său adult, acesta se alătură, de asemenea, Skull and Bones. Wilson Jr. are deja o ofertă de a deveni agent CIA. Margaret este categoric împotrivă. Între soți începe o ceartă, în timpul căreia Edward pronunță că s-a căsătorit cu Margareta doar din cauza sarcinii, dar în același timp îi promite soției sale să îl protejeze pe fiul său.
La New York, Wilson, după un pont al agentului FBI Sam Murach, se întâlnește cu liderul mafiot Joseph Palmi (Pesci), care a pierdut cazinouri și hoteluri din cauza revoluției din Cuba. El va fi expulzat, pentru că nu este un nativ, ci un american naturalizat de origine italiană. Wilson oferă o înțelegere: el va obține o revizuire a cazului Palmi în schimbul legăturilor anterioare în Cuba ale lui Palmi - acest lucru se face pentru pregătirea operațiunii din Golful Porcilor.
Edward Jr. aude accidental o conversație între Allen și Wilson despre locul aterizării planificate în Golful Porcilor. Edward Sr., după ce a descoperit acest lucru, cere ca fiul său să păstreze tăcerea. Margaret decide să se despartă de Edward și să se întoarcă la mama sa. Wilson este lăsat în pace...
În 1961, Edward continuă să investigheze scurgerea de informații despre operațiunea eșuată. Conform presupunerii angajaților lui Wilson, informațiile au fost transmise din Congo - o republică în care influența sovieticilor este puternică. Edward merge în Congo și găsește o cameră de hotel unde a fost o întâlnire între un bărbat și o femeie. Aici descoperă un cadou dat fiului său, Edward Jr., o navă într-o sticlă, pe care a făcut-o cu propriile sale mâini.
Wilson este așteptat de "Ulise", fata congoleză, iubita lui Edward Jr., s-a dovedit a fi un agent sovietic. "Ulise" se oferă să-i facă un serviciu: pentru a salva reputația fiului său (și, în același timp, a tatălui său) Eduard ar trebui să lucreze pentru serviciile speciale sovietice. Agentul sovietic îi oferă lui Wilson să aleagă ceea ce este mai scump pentru el - țara sa sau fiul său.
Fiul nu-și crede tatăl, care îi spune despre trădarea iubitei sale și urmează să se căsătorească cu ea, ziua nunții este planificată.
Încercând să înțeleagă ce se întâmplă, Edward își dă seama în mod neașteptat de jocul lui "Ulise" și realizează că Valentin Mironov este încă un agent dublu. Eduard dezvăluie, de asemenea, trădarea colegului său Arch Cummings, care a lucrat mult timp pentru sovietici și în toți acești ani a fost un mesager al falsului Mironov. Dar Arch Cummings reușește să scape.
Wilson discută din nou cu Ulise, pe picior de egalitate. Edward refuză să lucreze pentru sovietici, dându-și seama că "Ulise" nu-l va extrăda pe Edward Jr., deoarece dacă îi va ucide pe ambii Wilson, el va pierde contactul fiabil și influent în CIA pentru a rezolva probleme sensibile.
Agenții sunt de acord să uite ce s-a întâmplat și să meargă mai departe. Prin acordul dintre ei, logodnica lui Edward Jr. este eliminată: Wilson nu are nevoie de un trădător în familie, "Ulise" nu mai are nevoie de un agent care a fost descoperit. La despărțire, acolitul lui "Ulise" îi cere lui Edward un dolar. În acest fel, agenții comunică între ei.
Iubita lui Edward Jr. dispare în drum spre propria nuntă (ea este aruncată din avion de oamenii lui "Ulise"). În ziua nunții, Wilson se întâlnește cu Margaret. Când Wilson spune că mireasa a dispărut, Margaret își dă seama că CIA se află în spatele accidentului. Fiul îi spune tatălui sau ca iubita sa aștepta un copil...
Informațiile obținute de la agentul FBI Sam Murach despre conturile secrete ale lui Philip Allen îl ajută pe Edward Wilson să-l forțeze pe Allen să-și asume responsabilitatea politică pentru eșecul debarcării din Golful Porcilor. Richard Heys este numit în postul vacant. Dându-și seama că Wilson și legăturile sale misterioase cu o varietate de oameni se află în spatele demisiei lui Allen, Hayes îi oferă lui Edward să devină noul șef al unității de contraspionaj. 
În dimineața următoare este singur într-o casă goală, unde a locuit cândva cu soția și fiul său. Edward Wilson scoate ultima scrisoare scrisă de tatăl său. El a ascuns-o în urmă cu aproape 40 de ani și nu a deschis-o niciodată: în ea citește mărturisirea tatălui său despre propria slăbiciune și despre faptul că suspiciunile împotriva lui sunt adevărate, precum și speranța ca Eduard să fie un soț și un tată bun, de a face în viață ceea ce iubește și de a nu permite slăbiciunea... Edward Wilson merge la lucru și primește cheile noului birou CIA - el a îndeplinit legământul tatălui său sau cel puțin  slăbiciunile sale au fost evitate.

## Distribuție

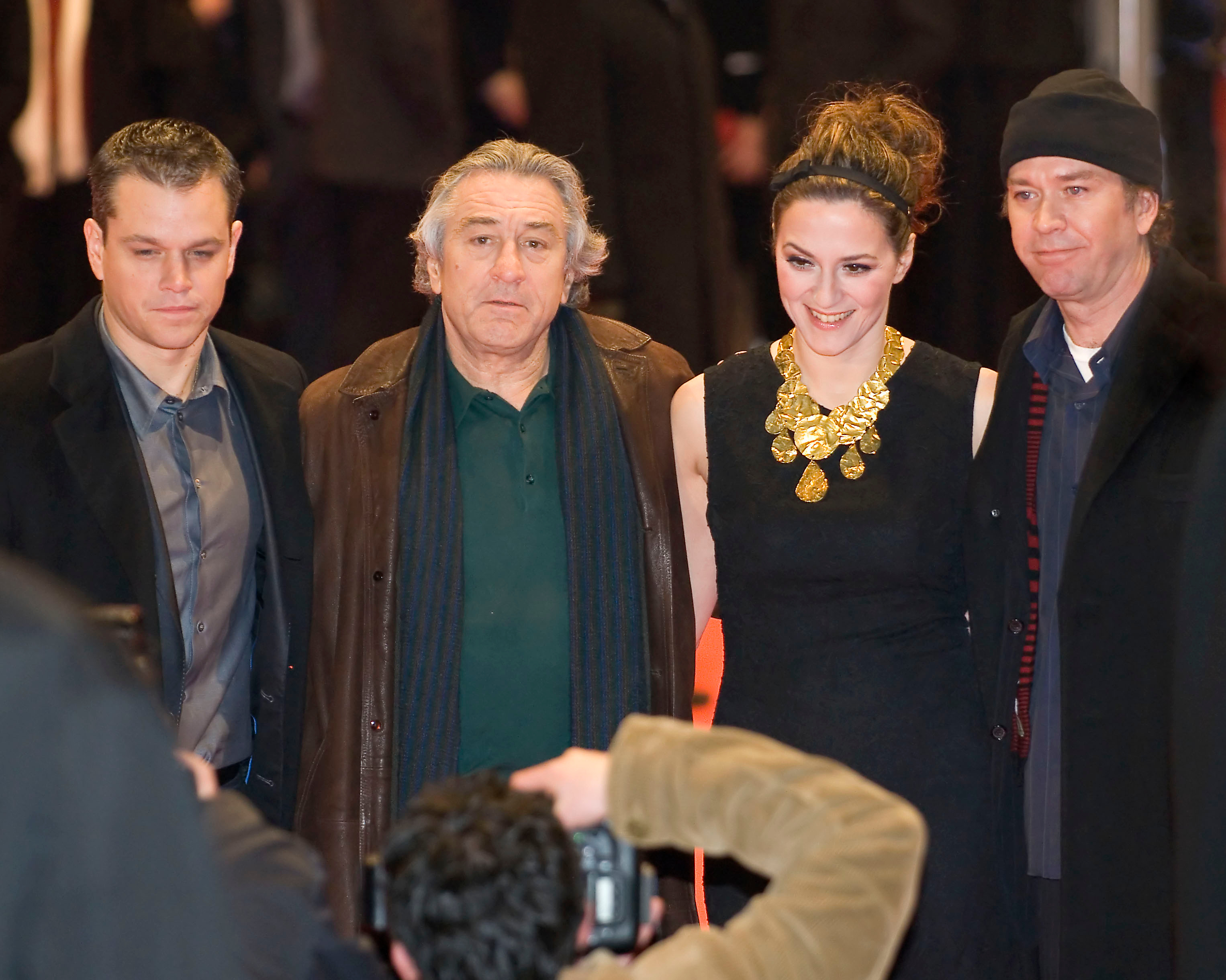
Damon, De Niro, Gedeck și Hutton la premiera filmului din februarie 2007 la Berlin

- Matt Damon - Edward Wilson Sr., personajul principal al filmului, parțial bazat pe James Jesus Angleton și parțial pe specialistul în operațiuni secrete Richard Bissell identitatea sa falsă în Marea Britanie a fost  "Mr. Carlson"
- Angelina Jolie - Margaret 'Clover' Russell Wilson, care poartă numele soției lui Allen Dulles
- Robert De Niro - Generalul Bill Sullivan, bazat pe William J. Donovan
- Alec Baldwin - Agentul FBI Sam Murach
- William Hurt -  Directorul CIA Philip Allen; vag bazat pe Allen Dulles[4]
- Joe Pesci - Joseph Palmi; bazat parțial pe Sam Giancana și Santo Trafficante Jr.. Filmul a marcat revenirea lui Joe Pesci la actorie după o absență de opt ani de pe ecran,  filmul anterior a fost Armă mortală 4.[5]
- John Turturro - Ray Brocco; bazat pe deputatul  Raymond Rocca
- Billy Crudup - Archibald 'Arch' Cummings; bazat pe Kim Philby, numit după E.E. Cummings, un confident adevărat al lui Angleton.[4]
- Tammy Blanchard - Laura
- Michael Gambon - Dr. Fredericks
- Timothy Hutton - Amiralul Thomas Wilson, bazat pe James Forrestal.
- John Sessions - Valentin Mironov #1 / Yuri Modin; bazat pe Anatoliy Golitsyn și Yuri Modin, agentul KGB „legman” care controlează „Cambridge Five”.[4]
- Keir Dullea - Senatorul John Russell Sr.
- Martina Gedeck - Hanna Schiller
- Gabriel Macht - John Russell Jr.
- Lee Pace - Director adjunct Richard Hayes; bzat pe Richard Helms[4]
- Eddie Redmayne -  Edward Wilson, Jr. adult
- Tommy Nelson - Edward Jr. - la 6-7 ani
- Mark Ivanir - Valentin Mironov #2; bazat pe Yuri Nosenko
- Oleg Stefan - Stas Siyanko / Ulysses (Ulise)
- Liya Kebede - Miriam

## Producție
Eric Roth a scris scenariul în 1994 pentru Francis Ford Coppola și Columbia Pictures.
Robert De Niro a lucrat la proiectul său preferat timp de 10 ani. Filmările au început în august 2005 și s-au încheiat în ianuarie 2006 la New York. Majoritatea filmărilor au avut loc în Republica Dominicană. Inițial, Leonardo DiCaprio trebuia să joace rolul lui Edward Wilson.